# Боуэн, Джаррод
Джа́ррод Бо́уэн (англ. Jarrod Bowen; 20 декабря 1996, Леминстер, Херефордшир, Англия) — английский футболист, вингер клуба «Вест Хэм Юнайтед» и сборной Англии. Участник чемпионата Европы 2024.

## Клубная карьера
Профессиональную футбольную карьеру начал в клубе «Херефорд Юнайтед», за который сыграл 8 матчей и забил 1 гол в Национальной лиге. В июле 2014 года перешёл в клуб английской Премьер-лиги «Халл Сити», за который начал выступать на молодёжном уровне. За основной состав дебютировал 29 октября 2016 года в матче 10 тура против «Уотфорда», в котором вышел на замену на 90-й минуте. 7 ноября 2016 года подписал двухлетний контракт с клубом. Первый гол за клуб забил 5 августа 2017 в матче с «Астон Виллой». По итогам сезона «Халл Сити» занял 18-е место в Премьер-лиге и выбыл в Чемпионшип. В сентябре 2017 года игрок продлил контракт с «Халлом» до 2020 года.
31 января 2020 года перешёл в лондонский клуб «Вест Хэм Юнайтед», подписав контракт до 2025 года.

## Карьера в сборной
4 июня 2022 года дебютировал за сборную Англии в матче против сборной Венгрии.

## Достижения
«Вест Хэм Юнайтед»
- Победитель Лиги конференций УЕФА: 2022/23

## Личная жизнь
В декабре 2021 года Боуэн объявил, что состоит в отношениях с актрисой Дэни Дайер. 22 мая 2023 года у пары родились дочери-близнецы.